# Karol Weitz
Karol Piotr Weitz (ur. 13 grudnia 1974 w Rybnie) – polski prawnik, profesor nauk prawnych, profesor zwyczajny Uniwersytetu Warszawskiego, specjalista w zakresie postępowania cywilnego, sędzia Sądu Najwyższego.

## Życiorys
Syn Wojciecha i Krystyny.
W 2006 na Wydziale Prawa i Administracji Uniwersytetu Warszawskiego na podstawie dorobku naukowego oraz monografii pt. Jurysdykcja krajowa w postępowaniu cywilnym uzyskał stopień doktora habilitowanego nauk prawnych w zakresie prawa, specjalność: postępowanie cywilne. W 2012 prezydent RP Bronisław Komorowski nadał mu tytuł naukowy profesora nauk prawnych. Objął stanowisko profesora zwyczajnego Uniwersytetu Warszawskiego.
10 grudnia 2014 został sędzią Sądu Najwyższego.